# Nikolaj Nikolajevitj Dostal
Nikolaj Nikolajevitj Dostal (russisk: Никола́й Никола́евич До́сталь) (født 21. maj 1946 i Moskva i Sovjetunionen, død 18. januar 2023) var en sovjetisk filminstruktør, manuskriptforfatter og skuespiller.

## Filmografi
- Tjelovek s akkordeonom (Человек с аккордеоном, 1985)[2][3]
- Oblako-raj (Облако-рай, 1990)[4][5]
- Melkij bes (Мелкий бес, 1995)
- Politsejskije i vory (Полицейские и воры, 1997)
- Petja po doroge v Tsarstvije Nebesnoje (Петя по дороге в Царствие Небесное, 2009)
- Monakh i bes (Монах и бес, 2016)